# EROS–A1
EROS–A1 (Earth Remote Observation Satellite A1) izraeli polgári Föld-megfigyelő műhold.

## Küldetés
Elsődleges célja a mezőgazdasági területek, lakóterületek, geodéziai és térképészeti, halászati igények fényképezése.

## Jellemzői
Gyártotta az Israel Aircraft Industries (IAI), együttműködött az Electro - Optics Industries Ltd. (El- Op). Üzemeltette az ImageSat International (ISI).
Megnevezései: COSPAR: 2000-079A; SATCAT kódja: 26631.
2000. december 5-én Szvobodnijból (oroszul: Свободный; a 2. Állami Teszt Űrközpont MO RF (2-GIK) [2-й Государственный испытательный космодром МО РФ (2-ГИК)]) egy Sztart–1 hordozórakétával állították alacsony Föld körüli pályára (LEO = Low-Earth Orbit). Az orbitális pályája 95,4 perces, 97,6 fokos hajlásszögű, elliptikus pálya perigeuma 533 kilométer, az apogeuma 542 kilométer volt.
Felépítése az Ofeq–3 űreszközhöz hasonló. Háromtengelyesen forgás stabilizált űregység. Fel volt szerelve horizont érzékelővel, fényérzékelővel, giroszkóppal és magnetométerrel a tengerszint feletti magasság meghatározásához. Telemetriai működését antennák segítségével végezte. Magassága 2,3, átmérője 1,2 méter, tömege 240 kilogramm, műszerezettsége 37 kilogramm. Szolgálati idejét 4-10 évre tervezték. Az űreszköz formája egy szabálytalan nyolcszögletű prizma, építési anyaga alumínium. Az űreszközhöz napelemeket (450 W) rögzítettek, éjszakai (földárnyék) energia ellátását újratölthető nikkel-kadmium akkumulátorok biztosították (14 Ah). Kamerája egy fekete – fehér, nagy felbontású (1,8 méter) PIC (Panchromatic Imaging Camera) CCD (Charge Coupled Device) egység. Pásztázott terepszélesség 12,6 kilométer. A felvételeit valós időben 14 földi vevőállomásra továbbította. Egy adott terület felett, egy napon belül többször átrepül, így a felvételeket akadályozó (felhőzet) tényezők kikerülhetővé váltak. Rendelkezett egy Cassegrain távcsővel a csillagok vizsgálatára. Üzemanyaga (hidrazin) és gázfúvókái segítették a stabilitást illetve a pályaelemek tartását.